# Modoc megye
Modoc megye az Amerikai Egyesült Államokban, azon belül Kalifornia államban található. Megyeszékhelye Alturas. Lakosainak száma 8700 fő (2020. április 1.). Modoc megye Klamath, Lassen, Siskiyou, Shasta, Lake és Washoe megyékkel határos.

## Népesség
A megye népességének változása:
| Lakosok száma | 9705 | 9498 | 9346 | 9147 | 8965 | 8841 | 8700 |
|               | 2010 | 2011 | 2012 | 2013 | 2015 | 2019 | 2020 |